# 拜拉姆 (康乃狄克州)
拜拉姆（英語：Byram）是位於美國康乃狄克州費爾菲爾德縣格林威治境內的一個人口普查指定地區。

## 地理
拜拉姆的座標為41°00′15″N 73°39′13″W / 41.00417°N 73.65361°W，而該地最高點為海拔高度21米（即70英尺）。